# Naturschutzgebiet Isselniederung
Koordinaten: 51° 44′ 21″ N, 6° 37′ 27″ O
Das Naturschutzgebiet Isselniederung liegt auf dem Gebiet der Stadt Hamminkeln im Kreis Wesel in Nordrhein-Westfalen. Es ist das größte Naturschutzgebiet (NSG) im Kreis Wesel.
Das aus zehn Teilflächen bestehende Gebiet erstreckt sich nordwestlich, nördlich, östlich und südöstlich der Kernstadt Hamminkeln zu beiden Seiten der B 473. Durch das Gebiet hindurch verläuft die A 3 und fließt die Issel. Am südöstlichen Rand verläuft die B 70, westlich fließt der Rhein.
Bewegt man sich mit der Issel flussabwärts Richtung Rheinmündung, trifft man dort auf ein weiteres Gebiet namens „Isselniederung – Bereich Rodehorst“, welches nicht zum NSG gehört. Östlich der Issel beginnt hier der Kreis Borken.

## Bedeutung
Für Hamminkeln ist seit 1991 ein 1856,83 ha großes Gebiet unter der Kenn-Nummer WES-052 als Naturschutzgebiet ausgewiesen. Das Gebiet wurde unter Schutz gestellt zur Erhaltung, Herstellung und Wiederherstellung einer überwiegend durch Grünland und Gehölzstrukturen geprägten Niederungslandschaft mit ihren charakteristischen Biotoptypen und Lebensgemeinschaften.